# Sauber C35
El Sauber C35 es un monoplaza de Fórmula 1 diseñado por Sauber F1 Team para competir en la Temporada 2016 de Fórmula 1. Para esta campaña, el equipo suizo repite alineación con Marcus Ericsson y Felipe Nasr.
Fue el último monoplaza de la temporada en ser presentado, el 29 de enero de 2016, habiéndose perdido la primera tanda de test de pretemporada.

## Resultados
(Clave) (negrita indica pole position) (cursiva indica vuelta rápida)
| Año  | Motor                    | Neu. | N.º | Pilotos         | 1   | 2   | 3   | 4   | 5   | 6   | 7   | 8   | 9   | 10  | 11  | 12  | 13  | 14  | 15  | 16  | 17  | 18  | 19  | 20  | 21  | Puntos | Pos. |
| ---- | ------------------------ | ---- | --- | --------------- | --- | --- | --- | --- | --- | --- | --- | --- | --- | --- | --- | --- | --- | --- | --- | --- | --- | --- | --- | --- | --- | ------ | ---- |
| 2016 | Ferrari 061 1.6 V6 Turbo | P    |     |                 | AUS | BHR | CHN | RUS | ESP | MON | CAN | EUR | AUT | GBR | HUN | GER | BEL | ITA | SIN | MYS | JPN | USA | MEX | BRA | ABU | 2      | 10°  |
| 2016 | Ferrari 061 1.6 V6 Turbo | P    | 9   | Marcus Ericsson | Ret | 12  | 16  | 14  | 12  | Ret | 15  | 17  | 15  | Ret | 20  | 18  | Ret | 16  | 17  | 12  | 15  | 14  | 11  | Ret | 15  | 2      | 10°  |
| 2016 | Ferrari 061 1.6 V6 Turbo | P    | 12  | Felipe Nasr     | 15  | 14  | 20  | 16  | 14  | Ret | 18  | 12  | 13  | 15  | 17  | Ret | 17  | Ret | 13  | Ret | 19  | 15  | 15  | 9   | 16  | 2      | 10°  |

- ≠ El piloto no acabó el Gran Premio, pero se clasificó al completar el 90% de la distancia total.